# مرزوكة (مدينة)
مرزوكة أو مرزوݣة أو مرزوقة هي مدينة مَغربيّة تقعُ في جنوب شرق المملكة المغربية وتبعد مسافة 130 كيلومترًا عن مدينة الراشدية فيمَا تبعدُ بحوالي 20 كيلومترًا عن الحُدود الجزائريّة. تُعرف هذهِ المدينة بمساحاتها الرملية الواسعة وبانتشار ما يُعرف بعرق الشبي كما تُعدّ مدينة سياحيّة بامتياز، وقد صنفتها منصة “تايت آوت” المتخصصة في أخبار الأسفار والسياحة ضمن المرتبة الثالثة من بين أجمل 30 وجهة سياحية عبر العالم، أجراها الموقع بناء على المساهمين الذين زاروا الوجهات الـ30، وحرروا قصاصات مختصرة بشأنها، تم تجميعها لأجل تشكيل صور عن هذه القِبلات السياحية  يقصدها عشرات السياح شهريًا لعددٍ من الأسباب بما في ذلك مناظر الكُتبان الرمليّة الجميلة فضلًا عن الاستجمام والرغبة في العِلاج من عددٍ من الأمراض على غِرار الروماتيزم.

## التاريخ
كانت المنطقة في الماضي غير مأهولة شأنها شأنَ عددٍ من المناطق والمُدن في الجنوب ثمّ صارت في وقتٍ لاحقٍ نقطة عبور للتجار المتوجهين إلى تمبكتو في مالي أو القادمين منها. اشتهرت المدينة بعدما صارت محجّاً للرُّحل الذين ينتمون إلى قبائل آيت عطا الأمازيغية والذين استقروا فيها وعملوا على استثمار أموالهم فيها حتى صارت مدينة سياحيّة في الفترة الحاليّة.

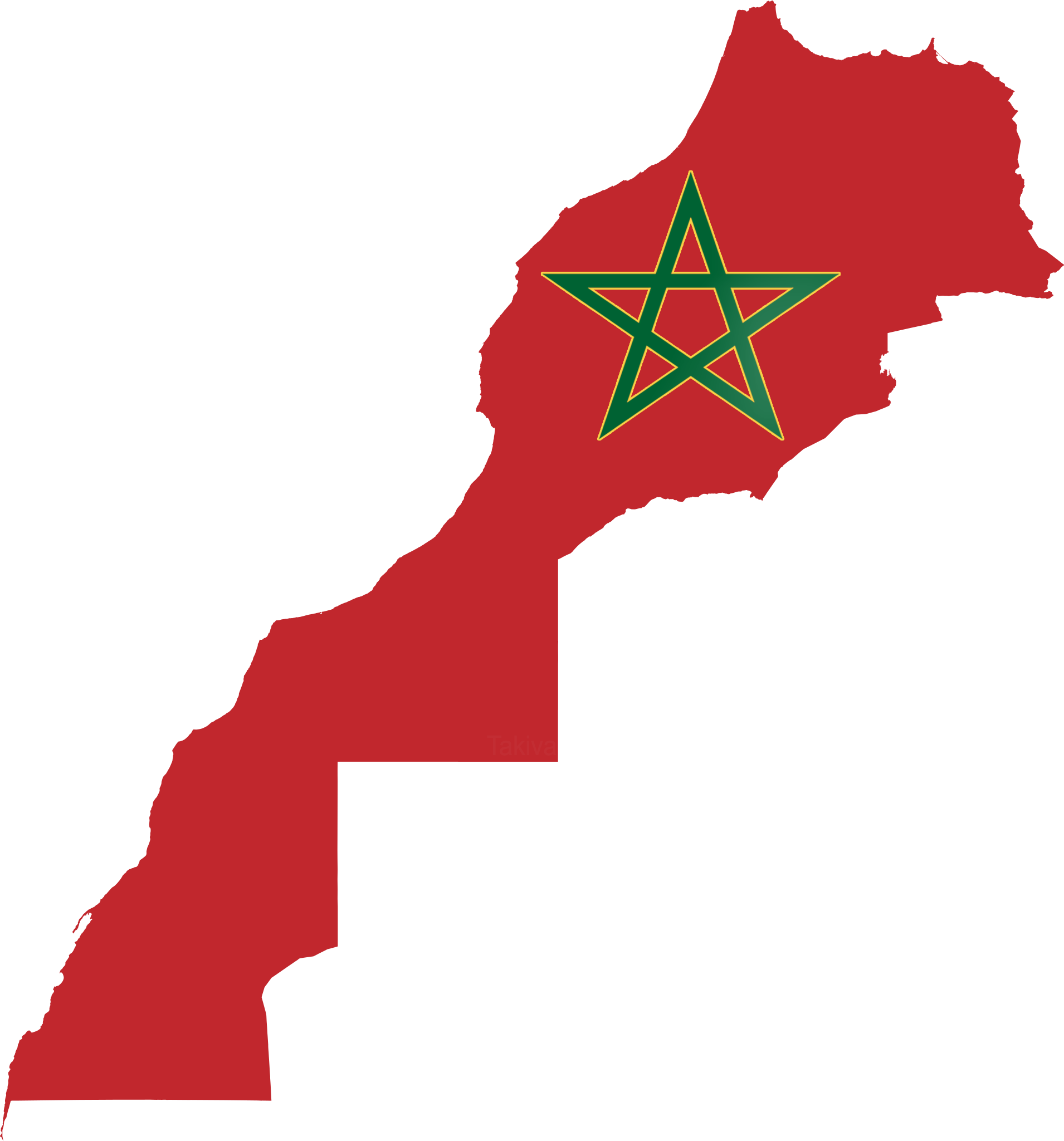

## الاقتصاد
يعتمدُ اقتصاد المدينة بشكلٍ كامل تقريبًا علَى السياحة التي تُعتبر مصدر رزق السكان العاملين في المدينة والذينَ يشتغلون في عددٍ من القطاعات التي لها علاقة مُباشرة أو غير مباشرة بالسياحة مثلَ الفندقة أو النقل. بالرغمِ من ذلك فإنّ المدينة تُعاني من ضعفٍ على مُستوى باقي الخدمات مما يؤثر سلبًا على القطاع السياحي. تفتقرُ المنطقة إلى أبسطِ الخدمات اللوجيستيكية وذلكَ بسببِ إهمالِ السلطات المغربيّة لها فضلًا عن عجزِ المجالس المتعاقبة على الوفاء بوعودها.

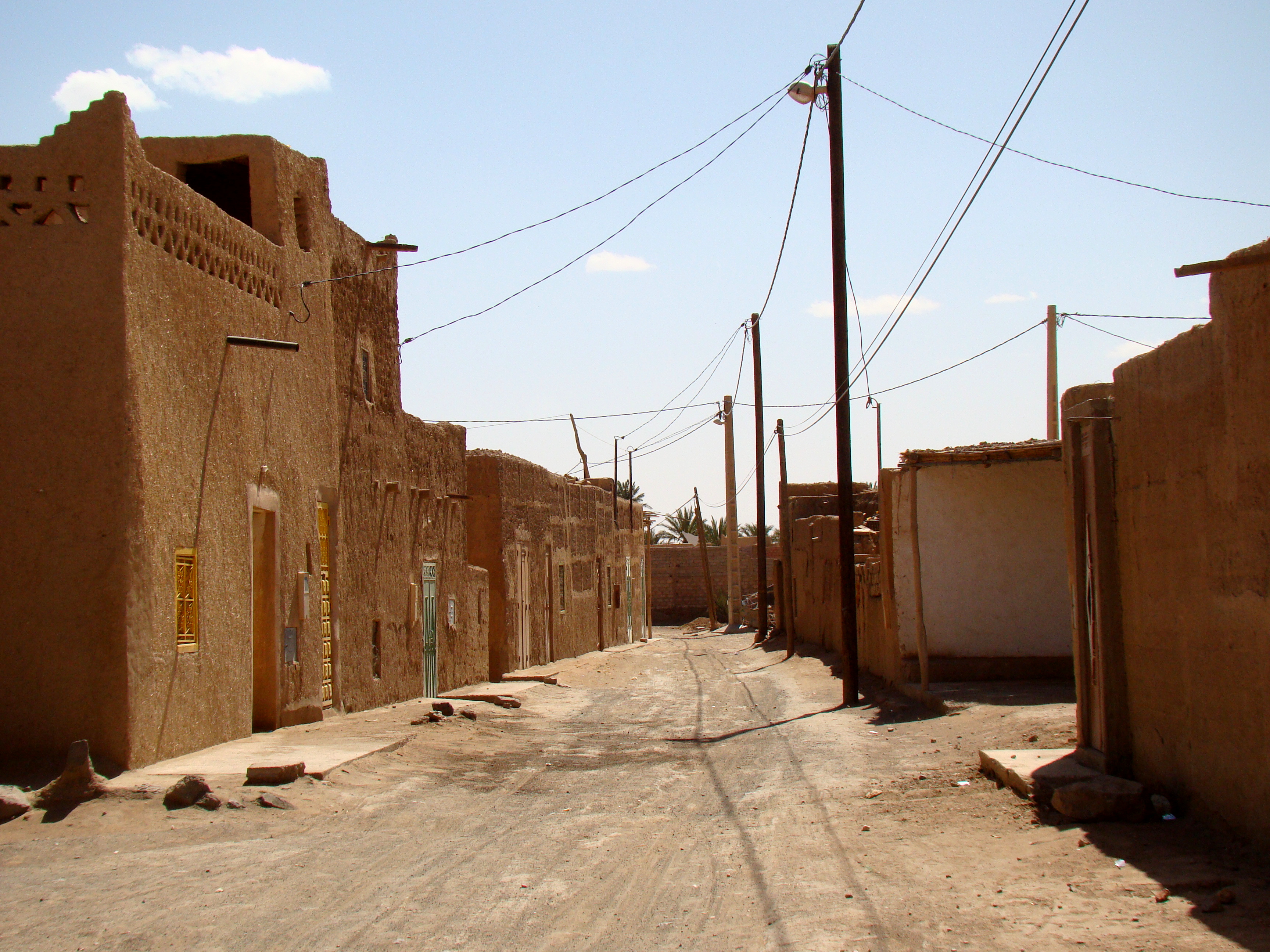
أحد شوارع المدينة

تُعاني المدينة من نقصٍ في قنوات الصرف الصحي ما يتسبّب في تفريغِ المياه العادمة في أماكن غير مُناسبة إلى جانبِ انتشار الروائح الكريهة وهكذا دواليك كما تعرفُ ضُعفًا في قطاع الصحة يتمثل بالأساس في غياب الأطر الطبية ونقص واضح في الأدوية حيثُ تتوفر المِنطقة على مركز صحي واحد يفتقرُ للتجهيزات الطبية الكافية ما يدفعُ سكان المدينة والسياح للجوء إلى مراكز طبيّة أخرى بعيدة. قطاعُ التعليم ليس أفضلُ حالًا حيثُ يعاني هو الآخر من عددٍ من المشاكل بما في ذلك الغياب المتكرر للأساتذة والمرافق المُهمّشة فضلًا عن عدم وجود أيّ مَدرسة إعدادية أو ثانوية ما يدفعُ التلاميذ لقطعِ كيلومترات عديدة للوصول إلى مدرسة في مدينة الريصاني.

## السُكّان
ليست هناك إحصائيات رسميّة حول عدد السكان في مدينة مرزوكة إلّا أن بعضَ التقديرات تُشير إلى أنّ هناك حوالي 3000 مواطن يقطنونَ المدينة على مدار العام وغالبيتهم من الصحراويين أو ذوي الأصول الأمازيغيّة إلى جانبِ الوافدين الجُدد من المستثمرين وما إلى ذلك.

## السياحة

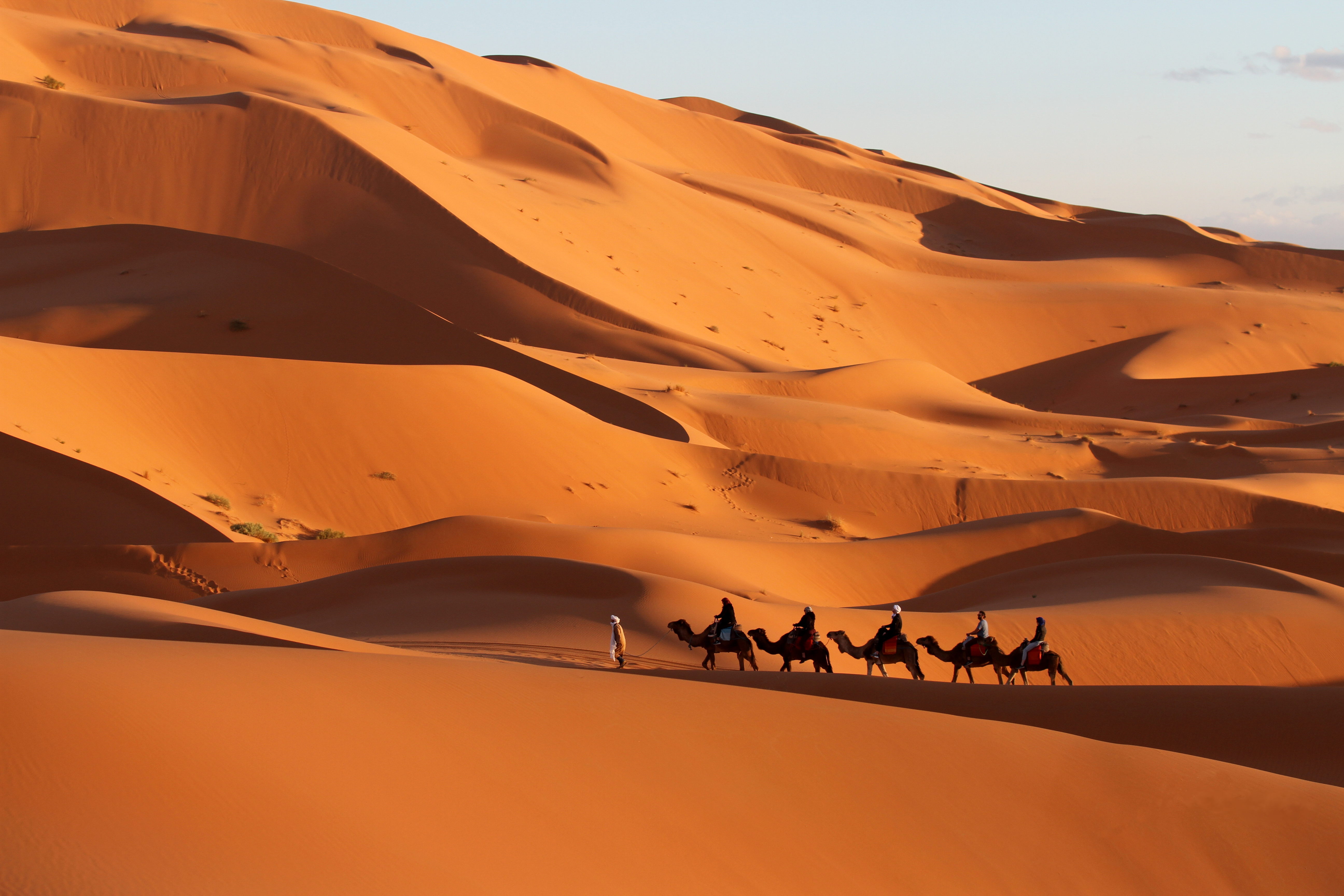
صورة تعبر عن رمال مرزوكة.

يصلُ عدد السياح الأجانب والمغاربة الوافدين إلى المدينة ما بين 100 ألف إلى 120 ألفًا سنويًا فيما تبلغُ نسبة ليالي المبيت حوالي 80 ألف ليلة حسب إحصاءات غير رسميّة تعودُ لعام 2017. بشكلٍ عام فإنّ المدينة تتميّز بكثبانها الرمليّة على شاكِلة تلال ما بينَ قصيرة وكبيرة ما يجعلها ضمنَ قائمة المناطق التي يُفضل السياح القادمين للمغرب زيارتها. اشتهرت في العُقود الأخيرة بفضلِ عددٍ منَ المُمارسات التي تتمّ فيها من قبيل «عملية الدفن» أو ما يُعرف محليًا بـ «الحمّام الرملي» والذي يُعتقد على نطاقٍ واسع أنّه علاج فعال إلى حدّ كبير للكثير من الأمراض المستعصية على رأسها الروماتيزم فضلًا عن فوائدهِ الأخرى والتي تتمثلُ بالأساس في التخلصّ من الترسبات السُمّية بعدَ الخروج من مكان رملي وساخن. كما توجد مجموعة من المواقع التي يمكن زيارتها بالمدينة، كدار غناوة أو الخملية و كدا معرض السيارات العتيقة، وكدا ممارسة مجموعة من الأنشطة الترفيهية كركوب الجمال والسيارات واستمتع بمناظر غروب الشمس الفاتنة وتمتع بالمرور على شيخ القرية الداخلي، تضفي مرزوقة جوًا من الحياة الصحراوية على السياح. وسيؤدي التجول حتى الوصول إلى القرى المجاورة إلى الاستمتاع بمظاهر المرح الصاخب الإفريقية، بما في ذلك الموسيقى والرقص، وقد تم تصنيف مرزوكة ضمن تالت وجهات السياحية بالمغرب.